# Aéroport international Owen Roberts
L'Aéroport international Owen Roberts (code IATA : GCM • code OACI : MWCR) est situé à proximité de George Town sur la plus grande des îles Caïmans. Il dispose d'une piste de 2 136 m (7 000 pieds) orientée 08/26.
La compagnie Cayman Airways y est basée.

## Situation
| Grande Caïman · George Town Caïman · Brac Petite · Caïman |

## Sefjtatistiques
Pour des raisons techniques, il est temporairement impossible d'afficher le graphique qui aurait dû être présenté ici.

Voir la requête brute et les sources sur Wikidata.

## Compagnies et destinations desservies
| Compagnies             | Destinations |
| ---------------------- | --- |
| Air Canada             | Toronto (Pearson) |
| American Airlines      | Charlotte-Douglas, Dallas-Fort Worth, Miami En saison : Chicago-O'Hare , Philadelphie |
| British Airways        | Londres-Heathrow, Nassau L. Pindling |
| Cayman Airways         | Caïman-Brac (en), La Havane-José Martí, Kingston-N. Manley, La Ceiba-Golosón, Miami, New York-John F. Kennedy, Roatán-J. M. Gálvez, Tampa En saison : Chicago-O'Hare, Montego Bay-Donald Sangster |
| Cayman Airways Express | Caïman-Brac (en), Petite Caïman |
| Delta Air Lines        | Atlanta H.-Jackson, New York-John F. Kennedy En saison : Détroit, Minneapolis-Saint-Paul |
| JetBlue Airways        | Fort Lauderdale-Hollywood , New York-John F. Kennedy En saison : Boston Logan |
| Southwest Airlines     | Fort Lauderdale-Hollywood, Houston-W. P. Hobby |
| United Airlines        | Houston-George Bush En saison : Chicago-O'Hare, Newark-Liberty, Washington-Dulles |
| WestJet                | Toronto (Pearson) |

Édité le 16/07/2018